# Луговка (Рыльский район)
Луго́вка — деревня в Рыльском районе Курской области. Входит в состав Некрасовского сельсовета.

## География
Деревня находится недалеко от реки Сейм, в 109 км западнее Курска, в 6 км южнее районного центра — города Рыльск, в 6 км от центра сельсовета — Некрасово.
Климат
Луговка, как и весь район, расположена в поясе умеренно континентального климата с тёплым летом и относительно тёплой зимой (Dfb в классификации Кёппена).

## Население
| 2002 | 2010 |
| ---- | ---- |
| 16   | ↘3   |

## Инфраструктура
В деревне 19 домов.

## Транспорт
Луговка находится в 1 км от автодороги регионального значения 38К-040 (Хомутовка — Рыльск — Глушково — Тёткино — граница с Украиной), в 2,5 км от автодороги 38Н-696 (38К-040 — Тимохино), в 6 км от ближайшей ж/д станции Сеймская (линия 16 км — Сеймская).